# Král Lot
Lot, Loth nebo Lothus / ˈlɒt / je eponymní král království Lothian, říše Piktů v artušovské legendě. Jeho postava se poprvé objevuje v hagiografickém materiálu ke konci 1. tisíciletí týkajícího se sv. Kentigerna (také známého jako sv. Mungo), který zmiňuje Leudona, krále Leudonie, což je latinský název království Lothian. Ve 12. století jméno uzpůsobil Geoffrey z Monmouthu ve své významné kronice Historia Regum Britanniae na Lot, král království Lothian, a zobrazil ho jako švagra a spojence krále Artuše. V návaznosti na Geoffreyho spisy se Lot pravidelně objevoval v pozdějších dílech rytířských románů.
Lot se objevuje hlavně jako král království Lothian, ale v jiných zdrojích vládne i Orknejím a někdy i Norsku. Všeobecně je líčen jako manžel Artušovy sestry nebo nevlastní sestry, obvykle jmenované jako Anna nebo Morgause. Jména a počet jeho dětí se liší v závislosti na zdroji, ale pozdější romantická tradice mu dává syny Gawaina, Agravaina, Gaherise, Garetha a Mordreda.